# Discours de la quarantaine

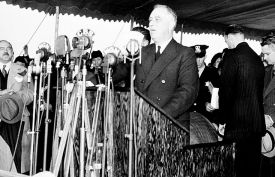
Roosevelt lors du discours le 5 octobre 1937.

Le discours de la quarantaine a été prononcé par le président américain Franklin D. Roosevelt le 5 octobre 1937 à Chicago, à l'occasion de l'inauguration du pont entre le nord et le sud de Lake Shore Drive. 

## Histoire
Le président a déclaré que les nations responsables des guerres et du non-respect du droit international devraient être isolés des autres pays du Pacifique et conservés dans la quarantaine, comme des organismes infectieux, pour prévenir la propagation de la « maladie » de violence, d'agression et de d'oppression. Ce discours est vu comme en opposition avec le climat politique de neutralité et de non-intervention qui prévalait à l'époque aux États-Unis.
Roosevelt n'a pas indiqué explicitement les nations qu'il jugeait agressives (bien qu'on comprenait qu'il faisait référence à l'empire du Japon, au royaume d'Italie et à l'Allemagne nazie), mais, pour la première fois, semblait faire écho à la capacité des États-Unis de sortir de la politique stricte de neutralité et intervenir concrètement dans la politique mondiale. Ce discours, marque une étape : il prend acte de l'échec de l'isolationnisme et introduit entre les dictatures et les démocraties une différence d'appréciation certes conforme à l'inspiration de la Constitution américaine mais en désaccord avec l'idée même de neutralité.
Le discours de quarantaine a suscité une controverse considérable à la fois aux États-Unis et au niveau international, et a été durement critiquée par les isolationnistes américains. Le célèbre dessinateur Percy Crosby, créateur de Skippy et critique très franc de Roosevelt, publia une revue de deux pages dans le New York Sun en l'attaquant. En outre, il fut fortement critiqué par les journaux appartenant à William Randolph Hearst et Robert R. McCormick, ce dernier étant propriétaire du Chicago Tribune, mais plusieurs recueils d'éditoriaux ultérieurs montrèrent une approbation globale dans les médias américains[pas clair].
Cependant, ce discours retentissant du président des États-Unis n'aura pas de conséquences pratiques immédiates, même s'il reste comme un moment important de l'évolution la politique étrangère des États-Unis au XXe siècle[réf. souhaitée].

## Dans la culture populaire
Dans Presidential Agent, le cinquième roman de la série "Lanny Budd" d'Upton Sinclair, Lanny s'entretient avec le président américain Franklin D. Roosevelt au sujet de la conspiration pour un coup d'État pro-nazi de Cagoulard en France ; le président demande à Lanny de préparer la première ébauche du discours sur la quarantaine.